# Aragarças (microregio)
Aragarças is een van de 18 microregio's van de Braziliaanse deelstaat Goiás. Zij ligt in de mesoregio Noroeste Goiano en grenst aan de deelstaat Mato Grosso in het noorden en westen, de mesoregio's Sul Goiano in het zuiden en Centro Goiano in het oosten en de microregio Rio Vermelho in het noordoosten. De microregio heeft een oppervlakte van ca. 11.054 km². Midden 2004 werd het inwoneraantal geschat op 53.606.
Zeven gemeenten behoren tot deze microregio:
- Aragarças
- Arenópolis
- Baliza
- Bom Jardim de Goiás
- Diorama
- Montes Claros de Goiás
- Piranhas

Mesoregio's: Centro Goiano · Leste Goiano · Noroeste Goiano · Norte Goiano · Sul Goiano

Microregio's: Anápolis · Anicuns · Aragarças · Catalão · Ceres · Chapada dos Veadeiros · Entorno de Brasília · Goiânia · Iporá · Meia Ponte · Pires do Rio · Porangatu · Quirinópolis · Rio Vermelho · São Miguel do Araguaia · Sudoeste de Goiás · Vale do Rio dos Bois · Vão do Paranã